# ماهازوآریوو (ووهیپنو)
ماهازوآریوو (به لاتین: Mahazoarivo) یک منطقهٔ مسکونی در ماداگاسکار است که در وهیپنو واقع شده‌است. ماهازوآریوو ۱۹٬۰۰۰ نفر جمعیت دارد و ۷۷ متر بالاتر از سطح دریا واقع شده‌است.